# دينيس ويلشاو
دينيس ويلشاو (بالإنجليزية: Dennis Wilshaw)‏ مواليد 11 مارس 1926 في ستوك أون ترينت، إنجلترا - الوفاة 10 مايو 2004 في ستوك أون ترينت، إنجلترا، كان لاعب كرة قدم إنجليزي كان يلعب كمهاجم. سبق له أن لعب في كأس العالم لكرة القدم مع منتخب بلاده. لعب خلال مسيرته 380 مباراة سجل خلالها 173 هدفاً.

## المسيرة الاحترافية

### أندية لعب لها
- وولفرهامبتون واندررز
- نادي والسول
- ستوك سيتي

## روابط خارجية
- دينيس ويلشاو على موقع الاتحاد الدولي (مؤرشف)  (الإنجليزية)
- دينيس ويلشاو على موقع قاعدة بيانات كرة القدم.إي يو (الإنجليزية)
- دينيس ويلشاو على موقع ناشيونال فوتبول تيمز (الإنجليزية)
- دينيس ويلشاو على موقع Soccerway.com (الإنجليزية)
- دينيس ويلشاو على موقع عالم كرة القدم.نت (الإنجليزية)